# Noćna straža (Pjesma leda i vatre)
Noćna straža naziv je za posebnu vojnu jedinicu iz ciklusa romana fantastike Pjesma leda i vatre Georgea R.R. Martina. Ona na Zidu čuva granicu Sedam kraljevstva od divljak koji žive sjeverno od Zida.

## Braća Straže
To su ljudi koji su članovi Straže. Zbog njihove crne odjeće mnogi ih nazivaju i Crna Braća. Članovi Straže su najčešće ljudi koje je društvo odbacilo poput pljačkaša, ubojica, nezakonitih sinova. Žene ne mogu biti članice.
Svaki "kandidat" treba položiti zakletvu gdje se zaklinje kako neće prihvatiti nijednog kralja, kneza, grofa, da će zaboraviti svu svoju rodbinu i da će jedina rodbina biti sama Braća.

## Hijerarhija
Ovako izgleda hijerarhija Noćne straže:
- Glavni zapovjednik: Glavni na Zidu
  - Prvi Upravitelj; zamjenik Glavnog zapovjednika i šef ostalih upravitelja
  - Prvi Graditelj: glavni Graditelj, podložan Glavnom zapovjedniku
  - Prvi Izviđač: glavni Izviđač, podložan Glavnom zapovjedniku

- Upravitelji: dužni su održavati red i mir

- Graditelji: obnavljaju razrušene dijelove Zida

- Izviđači: pravi vojnici Straže. Odlaze u Ukletu šumu kako bi špijunirali divljake

- Meštri: brinu za zdravlje ostalih te daju savjete

## Dvorci
- Crni dvorac: u njemu se nalaze glavne odaje
- Dvorac sjena: na zapadnom dijelu Zida
- Istočna stražarnica: na istočnom dijelu Zida

## Neki od članova
(Jeor Mormont)-  bivši Glavni Zapovjednik; ubijen od strane Braće
Ser Alliser Thorne- Glavni Zapovjednik
Jon Snow- prije osobni upravitelj Jeora Mormonta
Meštar Aemon- glavni meštar; umro od starosti
- Samwell Tarly- njegov upravitelj

Bowen Marsh- Prvi Upravitelj
Benjen Stark- Prvi Izviđač; nestao u vrijeme izviđanja; smatra se mrtvim; strin Jona snowa
- Ser Jaremy Rykker- trenutni Prvi Izviđač

Othell Yarwyck- Prvi Graditelj

## Vanjske poveznice
O Noćnoj Straži